# Похождения Чичикова
«Похождения Чичикова» — фельетон (сатирическая повесть) Михаила Булгакова, написанный в 1922 году. Впервые опубликован 24 сентября 1922 года в газете «Накануне».

## Сюжет
В царстве теней однажды случился день открытых дверей. Ожившие гоголевские герои вышли на белый свет и отправились в Россию начала 1920-х годов.
Чичиков, пересев с брички в автомобиль, направился в ту же гостиницу, где проживал сто лет назад. За прошедшее время там ничего не изменилось, кроме таблички: теперь на фасаде появилась вывеска «Общежитие». Когда с Павла Ивановича стали требовать ордер на заселение, Чичиков не смутился, вызвал управляющего и быстро решил этот вопрос. Столь же легко он устроился на службу, предварительно заполнив длинную анкету, которую регистраторша даже не стала читать.
В очереди за пайком Чичиков встретил Собакевича; чуть позже, на Кузнецком, столкнулся с Ноздрёвым. Пообщавшись со старыми знакомыми, герой решил заняться внешней торговлей. Дела у него сразу пошли на лад: Павел Иванович и бриллиантами промышлял, и брабантские кружева за границу переправлял. Собрав капитал, обратился в учреждение с заявлением, что хочет арендовать некое предприятие, от которого государство получит большую выгоду. Дальше дела Чичикова приняли головокружительный размах: он продал Коробочке Манеж, взял подряд на электрификацию города, учредил контору по изготовлению железа из опилок.
Когда деяния Чичикова раскрылись, чиновники решили прочитать его анкету. Там было указано: звание — «гоголевский персонаж», род занятий до революции — «скупка мёртвых душ». Пошли искать арендуемое героем предприятие и обнаружили на его месте памятник Пушкину.
Найти и обезвредить героя помог автор фельетона, попросивший в качестве оплаты за труд собрание сочинений Гоголя. Однако стоило «золотообрезным» томикам появиться на столе — сон закончился.

## Художественные особенности
Автор фельетона «Похождения Чичикова» в бессильном гневе мечтает о том, как покончить с гоголевскими героями, получившими в новой России новые должности, к исправлению которых они ни в коей степени не были готовы.
По мнению составителей Булгаковской энциклопедии, определённое влияние на автора «Похождений Чичикова» оказала появившаяся в 1918 году статья Николая Бердяева «Ду́хи русской революции», в которой говорилось, что «по-прежнему Чичиков ездит по русской земле и торгует мёртвыми душами». Описывая деяния последователей гоголевского персонажа, которые смело «возводят богатство народное на призрачном, нереальном базисе», Бердяев пояснял, что не революция создала «омертвение душ», но она их проявила:
«Похождения Чичикова» — это «Мёртвые души», прочитанные Булгаковым глазами Бердяева в контексте русской революции.
Литературовед Василий Новиков, отметив, что «Похождения Чичикова» стали для Булгакова подготовкой к написанию «Дьяволиады», уточнил: гоголевские персонажи понадобились писателю для того, чтобы «раскрыть алогизм отрицательных явлений». Процветание Чичикова в нэпмановской Москве происходило благодаря тем, кто словно сошёл со страниц гоголевского произведения: рвача Собакевича, лгуна Ноздрёва, занимающих кресла в чиновничьих кабинетах неучей и бездельников:
Трансформация гоголевских типов, использование их нарицательного смысла (чем занимался в своём творчестве и Салтыков-Щедрин) позволяли Булгакову усилить действенную силу своей сатиры против бюрократизма, бесхозяйственности, неразберихи, создать фантасмагорическую картину, отражающую реальные недостатки.

## Отзывы и рецензии
Мнения о «Похождениях Чичикова» и других фельетонах Булгакова, опубликованных в первой половине 1920-х годов, расходились. В число тех, кто доброжелательно откликнулся на творчество молодого литератора, входили Горький и Замятин. Резкое неприятие шло от критика и одного из лидеров пролеткульта Леопольда Авербаха, обнаружившего в «Похождениях Чичикова» авторскую радость по поводу разгула гоголевских героев по России. В рецензии, напечатанной в «Известиях» (1925, 20 сентября), Авербах предупреждал, что с появлением Булгакова издательствам и Главлиту следует быть настороже.
На реплику одного из критиков («Книгоноша», 1925, № 3), заметившего, что «М. Булгаков хочет стать сатириком нашей эпохи», отозвался сам писатель:
Увы, глагол «хотеть» напрасно взят в настоящем времени. Его надлежит перевести в плюсквамперфектум. М. Булгаков стал сатириком.